# Tracey Rowland
Tracey Rowland (* 7. Juli 1963) ist eine australische römisch-katholische Theologin und Hochschullehrerin an der University of Notre Dame Australia.

## Leben
Tracey Rowland studierte zunächst Jura an der University of Queensland und erwarb 1989 den Bachelor of Laws. Anschließend studierte sie an der Universität Melbourne, wo sie 1992 den Mastergrad in Philosophie und im Folgejahr einen Abschluss in deutscher Sprache erwarb. Sie erhielt ein Doktoratsstipendium und wurde 2002 an der University of Cambridge in Philosophie promoviert.
Von 2001 bis 2017 war sie Dekanin des Päpstlichen Instituts Johannes Paul II. für Studien zu Ehe und Familie in Melbourne. In dieser Zeit setzte sie ihre theologischen Studien an der Päpstlichen Lateranuniversität fort, an der sie 2007 das Lizenziat in Theologie erwarb und 2015 zum Dr. theol. promoviert wurde. Im Jahr 2010 erwarb sie zudem einen erziehungswissenschaftlichen Abschluss an der Universität London.
2017 wurde sie auf die St. Johannes Paul II. Forschungsprofessur der University of Notre Dame Australia berufen. Seit 2014 gehört sie der Internationalen Theologenkommission an und seit 2023 der Päpstlichen Akademie der Sozialwissenschaften.

## Auszeichnungen
- 2009: Archbishop Michael J Miller Award der University of St. Thomas in Houston[2]
- 2010: Verdienstorden der Republik Polen (Offizier)[2]
- 2020: Joseph-Ratzinger-Preis[4]

## Publikationen (Auswahl)
- Culture and the Thomist Tradition: after Vatican II, London 2003.
- Ratzinger’s Faith: The Theology of Pope Benedict XVI (Ratzingers Glaube: Die Theologie von Papst Benedikt XVI), Oxford 2008.
- Benedict XVI: A Guide for the Perplexed (Benedikt XVI: Ein Leitfaden für Verwirrte), London 2010.
- Catholic Theology, London 2017.
- The Culture of the Incarnation: Essays in Catholic Theology, Steubenville 2017.
- Portraits of Spiritual Nobility, New York 2019.